# Tanycarpa mitis
Tanycarpa mitis är en stekelart som beskrevs av Stelfox 1941. Tanycarpa mitis ingår i släktet Tanycarpa och familjen bracksteklar. Inga underarter finns listade i Catalogue of Life.